# Cyclopeplus peruvianus
Cyclopeplus peruvianus är en skalbaggsart som beskrevs av Friedrich F. Tippmann 1939. Cyclopeplus peruvianus ingår i släktet Cyclopeplus och familjen långhorningar. Inga underarter finns listade i Catalogue of Life.